# Campeonato Paraibano de Futebol Sub-15
O Campeonato Paraibano de Futebol Sub-15, ou simplesmente Paraibano Sub-15, é uma competição anual de futebol sub-15 na Paraíba, disputada por jovens atletas de até 15 anos de idade, cuja organização e realização cabe à Federação Paraibana de Futebol (FPF). O Paraibano Sub-15 teve sua primeira edição oficial realizada em 2010, num processo iniciado pela FPF buscando expandir as competições e apostar na formação de base no estado, contudo, não contando com o mesmo incentivo e visibilidade que a sua versão masculina, mas acontecendo a cada ano desde a estreia, com exceção das temporadas 2020 e 2021, não realizadas, jutamente com alguns outros torneios da PFP, por conta da dificuldade de se realizar competições no contexto da pandemia de Covid-19.
Costuma ocorrer entre março e maio de cada ano, abrindo as competições masculinas de base no estado, tendo sido criado com o objetivo de promover a modalidade esportiva no estado e revelar jovens talentos e determinar a equipe campeã estadual para a temporada. Desde a primeira edição até a temporada mais recente os clubes de João Pessoa foram os que mais levantaram a taça, num total de oito equipes distintas, sendo o Centro Sportivo Paraibano (CSP), o vencedor das três primeiras edições do torneio e clube com maior títulos da categoria no estado, sendo que o atual campeão é o Treze de Campina Grande, que derrotou o Mixto, nos dois jogos das finais de 2025, pelo placar agregado de  4–1 para conquistar seu primeiro título estadual da modalidade.

## História
Oficialmente o futebol chegou na cidade da Parahyba (atual João Pessoa) em 1908, realizando-se naquele mesmo ano o primeiro torneio entre clubes no estado, ainda que tenha sido não oficial até a edição de 1918 e embora o esporte tenha chegado rapidamente a outras partes do estado nos anos seguintes, até 1938 somente clubes da capital eram permitidos participar do campeonato. A Federação Paraibana de Futebol foi criada no dia 24 de abril de 1947, e passou a organizar o Campeonato Paraibano Masculino, que cresceria em prestígio e números de clubes, vindo a consolidar uma divisão de acesso em 1991, e ganhar sua versão feminina de forma oficial em 2008, exatamente cem anos após a realização do primeiro campeonato masculino de futebol no estado.
| Temporada | Vencedor          |
| --------- | ----------------- |
| 2010      | CSP               |
| 2011      | CSP (2)           |
| 2012      | CSP (3)           |
| 2013      | Femar FC          |
| 2014      | Spartax FC        |
| 2015      | Ponte Preta-PB    |
| 2016      | Estudante-PB      |
| 2017      | Meninos do Cristo |
| 2018      | Confiança EC      |
| 2019      | São Paulo Crystal |
| 2022      | VF4               |
| 2023      | VF4 (2)           |
| 2024      | Mixto EC          |
| 2025      | Treze             |

Seguindo-se a busca pela interiorização e expansão do futebol no estado, bem como apostando nas categorias de base e diversificação de torneios, a Federação Paraibana lançou em 2010 o Campeonato Paraibano Sub-15, cujas equipes da capital souberam aproveitar melhor a fase inicial do torneio, conquistando a maior parte dos títulos, a começar pelo CSP (Centro Sportivo Paraibano), um clube que nasceu focado no investimento em revelações, e por tal motivo, foi o primeiro a se destacar na modalidade, tendo conquistado um tricampeonato consecutivo entre 2010–2012, feito ainda não igualado por seus adversários, sendo portanto, o maior vencedor da modalidade na Paraíba. A partir da edição de 2013, outras equipes levantaram a taça, havendo no período, um rodízio entre os vencedores, sendo que até 2015 conquistaram o título as equipes do Femar, Spartax e a Ponte Preta de Mandacaru, tendo como vice campeão em todas essas edições o Botafogo de João Pessoa, já as equipes pessoenses do Estudante e os Meninos do Cristo, levantaram as taças de 2016 e 2017 respectivamente.
Os campeonatos de 2018 e 2019 tiveram como campeões as primeiras equipes do interior, quando o Confiança Esporte Clube de Sapé e o São Paulo Crystal de Cruz do Espírito Santo ergueram seus troféus de campeão. A Federação Paraibana desistiu de realizar as edições de 2020 e 2021, assim como alguns outros torneios, na qual a entidade alegou a dificuldade em se realizar o campeonato em meio à pandemia de COVID-19 e os custos dos protocolos de saúde e prevenção, com o retorno do torneio ocorrendo na temporada de 2022 e acompanhando o nascimento de uma nova equipe bastante atuante nas categorias de base no estado, o VF4, que dominou os torneios pós-pandemia e conquistou dois títulos seguidos, em 2022 e 2023, porém, na edição de 2024 a equipe de Victor Ferraz bateu na trave e ficou com o vice-campeonato, derrotado pelo Mixto de João Pessoa por 5–3 na decisão por pênaltis na final, com o clube pessoense perdendo a final de 2025 para o Treze de Campina Grande, o qual conquistou o primeiro título da modalidade para o clube.

## Formato
A temporada do referido certame abre os torneios de categorias de base no estado, iniciando-se geralmente em março e ocorrendo até meados de maio, formado por um torneio de até cinco fases distintas, cujas fases serão disputadas em jogos de ida e volta, exceto a fase inicial, que poderá ser somente em jogos de ida, a depender do grupo. Todas as fases além da primeira terão mando de campo no jogo de volta para a equipe mais bem classificada até a fase anterior.
- Primeira fase — classificatória e dividida em grupos de participantes variados, dependendo da quantidade total no campeonato;[1]
- Segunda fase — oitavas de final, cujos 1.os colocados enfrentarão os 2.os colocados de um grupo diferente do seu;[1]
- Terceira fase — quartas de final, cujos confrontos ocorrerão por cruzamento olímpico, de acordo com a classificação geral até a fase anterior;[1]
- Quarta fase — semifinal, cujos confrontos ocorrerão por cruzamento olímpico, de acordo com a classificação geral até a fase anterior;[1]
- Quinta fase — final.[1]

Na fase inicial, as equipes são classificadas pelo total de pontos, depois pelo saldo de gols e depois pelo total de gols marcados, se ainda estiverem iguais, considerar-se-ão como critérios de desempate o maior número de vitórias, maior saldo de gols, maior número de gols a favor, menor número de cartões vermelhos recebidos e menor número de cartões amarelos recebidos e por fim, sorteio. Já na(s) fase(s) posterior(es) são critérios de classificação a pontuação total obtida nas duas partidas, sendo critério de desempate o saldo de gols no confronto em questão, mas caso esse seja igual, o regulamento não prevê prorrogação para as partidas do torneio, seguindo para a decisão por pênaltis.

## Títulos
| Clube             | Títulos | Anos dos títulos | Vices | Anos dos vices |
| ----------------- | ------- | ---------------- | ----- | -------------- |
| CSP               | 3       | 2010, 2011, 2012 | 1     | 2022           |
| VF4               | 2       | 2022, 2023       | 1     | 2024           |
| Femar             | 1       | 2013             | 2     | 2012, 2016     |
| Mixto-PB          | 1       | 2024             | 2     | 2017, 2025     |
| Meninos do Cristo | 1       | 2017             | 1     | 2018           |
| Treze             | 1       | 2025             | 1     | 2023           |
| Spartax           | 1       | 2014             | 0     |                |
| Ponte Preta-PB    | 1       | 2015             | 0     |                |
| Estudante-PB      | 1       | 2016             | 0     |                |
| Confiança-PB      | 1       | 2018             | 0     |                |
| São Paulo Crystal | 1       | 2019             | 0     |                |